# Manuel Poggiali
Manuel Poggiali (Cidade de San Marino, 14 de fevereiro de 1983) é um motociclista e jogador de futsal de San Marino. 

## Carreira
Foi campeão da categoria 125cc em 2001 e venceu a categoria 250cc em 2003, sendo, ao lado de Massimo Bonini (ex-jogador da Juventus na década de 1980), os únicos esportistas samarinêses a serem campeões mundiais.
Chegou a interromper a carreira nas pistas em 2009 e até engatou uma carreira como jogador de futsal, atuando pelo Pennarossa. Voltou a competir em 2013, no Campeonato Italiano de Velocidade (divisão Superbike).